# Суксун
Суксун (на руски: Суксун) е селище от градски тип в Русия, административен център на Суксунски район, Пермски край. Населението му към 1 януари 2018 година е 8082 души.